# Hylaeus cyanophilus
Hylaeus cyanophilus är en biart som först beskrevs av Cockerell 1910.  Hylaeus cyanophilus ingår i släktet citronbin, och familjen korttungebin. Inga underarter finns listade i Catalogue of Life.